# Anders Adlercreutz
Anders Erik Gunnar Adlercreutz, född 26 april 1970, är en finlandssvensk politiker (Svenska folkpartiet) och arkitekt. Han är ledamot av Finlands riksdag sedan 2015. Han är undervisningsminister i regeringen Orpo sedan 2024, efter att dessförinnan ha varit Europa- och ägarstyrningsminister 2023–2024. Sedan 2024 är han även partiordförande för Svenska folkpartiet.

## Biografi
Anders Adlercreutz är son till arkitekterna Eric Adlercreutz och Gunnel Adlercreutz. Tillsammans med hustrun Ia har han fem barn, inklusive musikern Ilon Adlercreutz. Familjen är bosatt i Jorvas i Kyrkslätt. Han har varit ledamot av kommunfullmäktige i Kyrkslätt sedan 2012 och kommunfullmäktigeordförande 2017–2023.

### Studier
Adlercreutz avlade studentexamen vid Kyrkslätts gymnasium 1990 och blev arkitekt vid Tekniska högskolan i Otnäs 1999.

### Riksdagsman iFinlands riksdag
Adlercreutz blev invald i riksdagsvalet 2015 med 3 337 röster från Nylands valkrets. Han omvaldes som riksdagsledamot 2019, då han fick 9 425 röster, och igen 2023 med 9 442 röster.
I juni 2016 kandiderade Adlercreutz till ordförandeposten i Svenska folkpartiet och slutade tvåa efter Anna-Maja Henriksson. Han valdes därefter till partiets vice ordförande. Han omvaldes i maj 2018. Han var ordförande för Svenska riksdagsgruppen i Finlands riksdag 2019–2023. Han avgick som ordförande i samband med ministerutnämningen.

### Minister för Europafrågor och ägarstyrning
I juni 2023 utsågs han till minister för Europafrågor och ägarstyrning i regeringen Orpo.

### Partiordförande och undervisningsminister
Den 27 februari 2024 aviserade Anna-Maja Henriksson att hon avgår vid nästa ordförandeval. Samma dag meddelade Adlercreutz att han kandiderar i valet om att bli partiets ordförande. Den 16 juni på partidagen valdes han till ordförande med 68,5 % av rösterna.
När Henriksson lämnade regeringen 5 juli 2024 övertog Adlercreutz hennes post som undervisningsminister.

## Utmärkelser
- Kommendörstecknet av Finlands Vita Ros’ orden,  6 december 2024[11]

[Redigera Wikidata]